# Frida Lührs

Frida Lührs

Frida Lührs (* 1. Juli 1869 in Frankfurt am Main; † 17. August 1941 in Hannover) war eine deutsche Politikerin (SPD).

## Leben und Wirken
Nach dem Besuch der Mittelschule in Bockenheim bei Frankfurt am Main verdingte Lührs sich bis 1893 als Haushaltshilfe. Nach ihrer Heirat 1893 arbeitete sie bis 1909 als Geschäftsführerin einer Handelsfirma. 1917 wurde sie Fürsorgerin bei der Frauenarbeitsmeldestelle, einer Nebenstelle des Kriegsamtes. Nach dem Ende des Ersten Weltkriegs übernahm Lührs am 1. Januar 1919 eine Stelle bei der weiblichen Erwerbslosenfürsorge in Hannover (Stelle für städtischen Arbeitsnachweis).
Von Januar 1919 bis Juni 1920 saß Lührs als Abgeordnete der SPD für den Wahlkreis 8 (Provinz Posen) in der Weimarer Nationalversammlung. 